# Phaedyma nilgirica
Phaedyma nilgirica är en fjärilsart som beskrevs av Moore 1888. Phaedyma nilgirica ingår i släktet Phaedyma och familjen praktfjärilar. Inga underarter finns listade i Catalogue of Life.